# Deep Time History
Deep Time History es una serie documental original que se lanzó en el servicio de video a pedido CuriosityStream, en asociación con la productora Flight 33 Productions. La serie de tres partes se incluyó en el anuncio de lanzamiento de CuriosityStream en enero de 2015. Está organizada por el Profesor Asociado Fullerton de la Universidad Estatal de California, Jonathan Markley y expone los impulsores secretos detrás de la historia humana, revelando las respuestas a veces inesperadas a preguntas sobre cómo y por qué la civilización tal como la conocemos hoy en día. Proporciona una mirada a cómo el Tiempo profundo ha precipitado eventos cruciales en la historia humana. Cada episodio de 50 minutos profundiza en cómo la física, la geología, la biología y la química, que se remontan a la formación de nuestro planeta, han influido en la historia mundial tanto como nuestras propias innovaciones, decisiones políticas o victorias en el campo de batalla. Los tres episodios fueron lanzados en julio de 2016.

## Episodios
1. "The Rise of Civilization" (escrito y dirigido por Gabriel Rotello, emitido el 22 de julio de 2016) – "Alrededor de 8,000 aC, en algunos lugares selectos algunas personas comienzan a experimentar con una nueva forma de cosechar energía".[4] Están cultivando sus propios cultivos. Un acto tan simple que es difícil de creer que comenzará una revolución. Pero será. "Estas son las primeras semillas, literalmente, del surgimiento de la civilización".
2. "Age of Discovery" (transmitido el 22 de julio de 2016) – "Columbus no tiene idea de que debido a la geología y la geografía de la Tierra no llegará a su destino ... o cómo ese épico fracaso hará de su viaje uno de los más influyentes expediciones en la historia de la humanidad. Agreguemos un asteroide que golpeó la tierra hace miles de millones de años y conectemos los puntos ".
3. "La revolución industrial y la guerra moderna" (transmitida el 22 de julio de 2016) – La revolución industrial y el surgimiento de la guerra moderna tienen raíces en las profundidades del tiempo, en el proceso natural que enriquece el suelo. ¿Cómo se vinculan los bosques prehistóricos con el desarrollo de máquinas de vapor y el surgimiento de la industria moderna?

## Cobertura mediática
- Space.com [5]
- Multichannel News[6]
- Variedad [7]